# Doma (Tanzania)
Doma è una circoscrizione rurale (rural ward) della Tanzania situata nel distretto di Mvomero, regione di Morogoro. Conta una popolazione di 13 041 abitanti (censimento 2012).